# Bagnoregio
Bagnoregio è un comune italiano di 3 274 abitanti della provincia di Viterbo nel Lazio.

## Storia
Anticamente conosciuto con il nome di Bagnorea. Il toponimo deriva probabilmente da Balneum Regis, in riferimento alla presenza di acque termali dalle particolari proprietà terapeutiche (oggi non presenti o non sfruttate commercialmente nel territorio comunale).

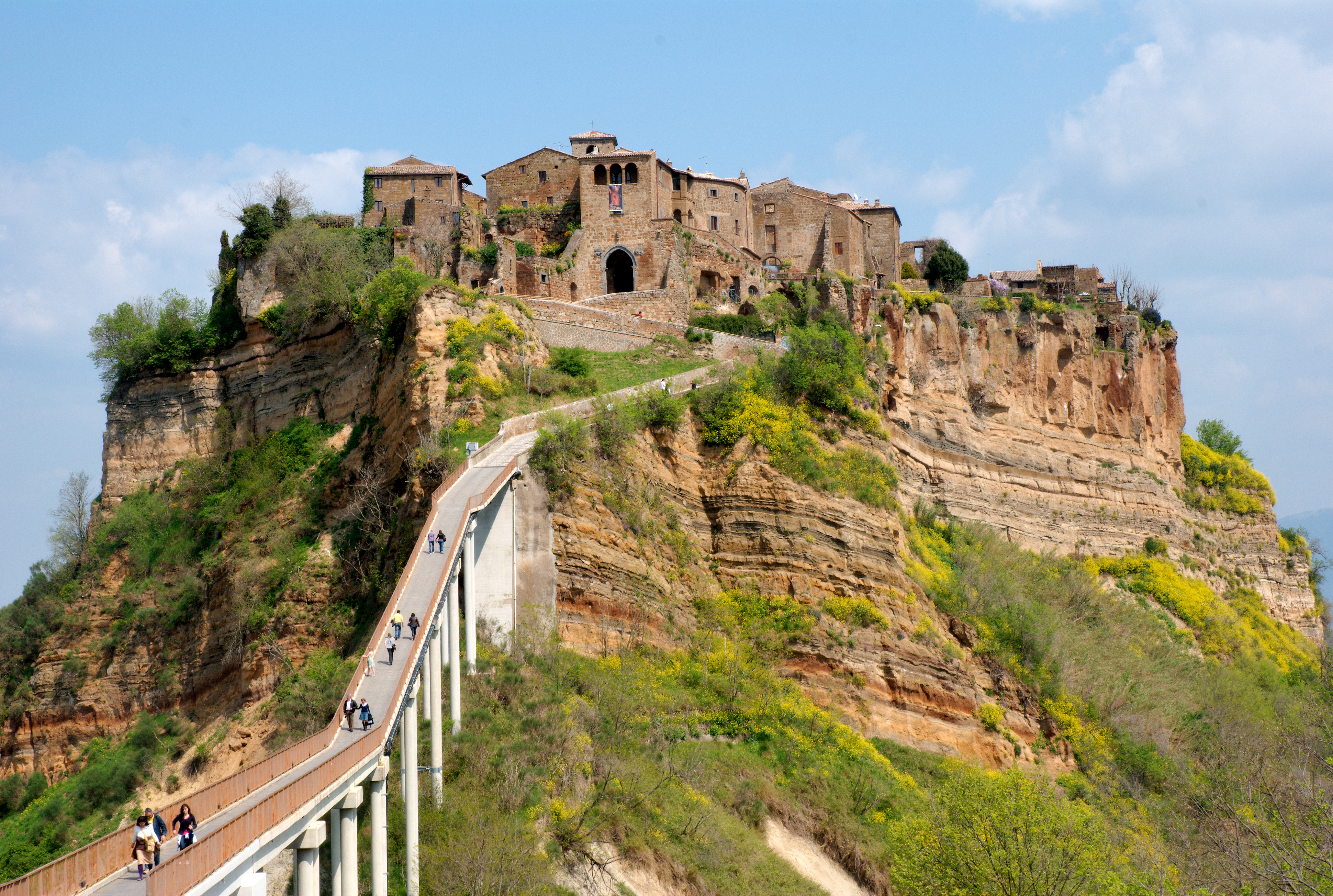
Civita di Bagnoregio

Il nome si tramanda almeno dall'epoca longobarda: è ignoto però quello etrusco, per la molto probabile damnatio memoriae che i Romani operarono a più riprese sui potenti vicini. Secondo una leggenda, infatti, il re Desiderio (morto nel 774) sarebbe stato guarito da una grave malattia, grazie proprio alle acque termali che scaturivano nei pressi della località.
Alcuni reperti di epoca preistorica lasciano il posto a più numerose testimonianze etrusche (specialmente la rupe di San Francesco Vecchio), nell'area di Civita. Bagnoregio ricadeva infatti nel dominio dell'antica Volsinii (Orvieto).
Conquistata dai Romani nel 265 a.C., a cui segue la distruzione della stessa Volsinium nel 264 a.C., vede accrescere la propria importanza per la deportazione degli abitanti della città dominante verso un nuovo centro abitato, Bolsena, rispetto a cui Bagnoregio era posto a metà strada con il Tevere, allora navigabile, e la via Flaminia.
Con il crollo dell'Impero romano Bagnoregio fu dominata da Visigoti, Goti, Bizantini, Longobardi (606) e Franchi (Carlo Magno): questi ultimi la consegnarono al potere temporale dei Papi. Fu poi infeudata ai conti Monaldeschi della Cervara, che si rivelarono inadatti e costrinsero la città alla rivolta, il cui successo ebbe come conseguenza l'instaurarsi del Libero Comune (circa 1160).
Bagnoregio conosce la predicazione francescana nel Duecento, e dà all'Ordine quello che verrà poi riconosciuto come il suo secondo fondatore, e uno dei Dottori della Chiesa: San Bonaventura.
I Monaldeschi tentano di ridurre nuovamente Bagnoregio a feudo con la costruzione, iniziata nel 1318, del Castello della Cervara, distrutto però nel 1457 dalla popolazione in rivolta. Dopo un fallito e analogo tentativo dei conti Baglioni di Castel di Piero, e che forse non è estraneo alla seicentesca fondazione di Castel Cellesi su terreni a loro comprati dai conti Cellesi tramite l'intervento diretto di diversi papi, Bagnoregio preferisce un governatore pontificio anche se deve rinunciare ad alcune delle proprie libertà civili. La città rimane così direttamente dipendente dallo Stato Pontificio, che in essa ha memoria di San Bonaventura attraverso la costruzione di diversi e notevoli edifici religiosi, fino al 1870, quando il territorio romano rientra nello Stato Unitario.
Il 10 giugno 1695 un terremoto colpisce Civita, che fino ad allora era la Bagnorea propriamente detta, separandola (con la formazione di uno spettacolare dirupo) dalle altre due contrade di Mercato (oggi Mercatello, allora sede comunale) e Rota: quest'ultima conoscerà una forte immigrazione civitonica divenendo la nuova Bagnorea, ossia l'attuale Bagnoregio.
Ulteriori cedimenti del suolo - catastrofici o anche solo morfologicamente importanti - costringono il genio civile a opere di rinforzamento di Bagnoregio (ad esempio il camminamento del lato vetriolese, parallelo al corso principale) e soprattutto alla costruzione di un nuovo ponte verso Civita, nella prima metà degli anni sessanta del Novecento. Parte del territorio comunale è stata collegata, più di cento anni fa, a scelte del legislatore volte a tutelare le popolazioni a rischio, in seguito al terremoto di Messina e Reggio Calabria di inizio Novecento.
Bagnoregio fu testimone di alcuni episodi legati alla Campagna dell'Agro Romano per la liberazione di Roma dal potere temporale di Pio IX nel 1867. Un gruppo di garibaldini, guidati da Giacomo Galliano e Girolamo Corsieri di Castiglione in Teverina, il 28 settembre 1867 passa il confine dello Stato Pontificio occupando Grotte S. Stefano e avanzando fino a Ronciglione. Da qui, dopo uno scontro con i pontifici, le Camicie Rosse si ritirano per ricongiungersi all'altro gruppo di volontari a Bagnoregio; nel frattempo altre bande di garibaldini occupano Acquapendente, Farnese e Ischia. Nell'Alto Viterbese, a San Lorenzo e Valentano, si susseguono scontri e scaramucce, che culminano poi nella battaglia di Bagnoregio del 5 ottobre 1867. La battaglia, combattuta tra Poggio Scio (cimitero) e San Francesco, si conclude con la vittoria delle truppe pontificie e i garibaldini si trovano costretti ad abbandonare Bagnoregio. A memoria di questa battaglia si conserva la "Piramide" Monumento-Sacrario garibaldino custode dei Volontari caduti negli scontri con i pontifici. Il direttore scientifico del complesso è lo storico e giornalista prof. Francesco Guidotti.

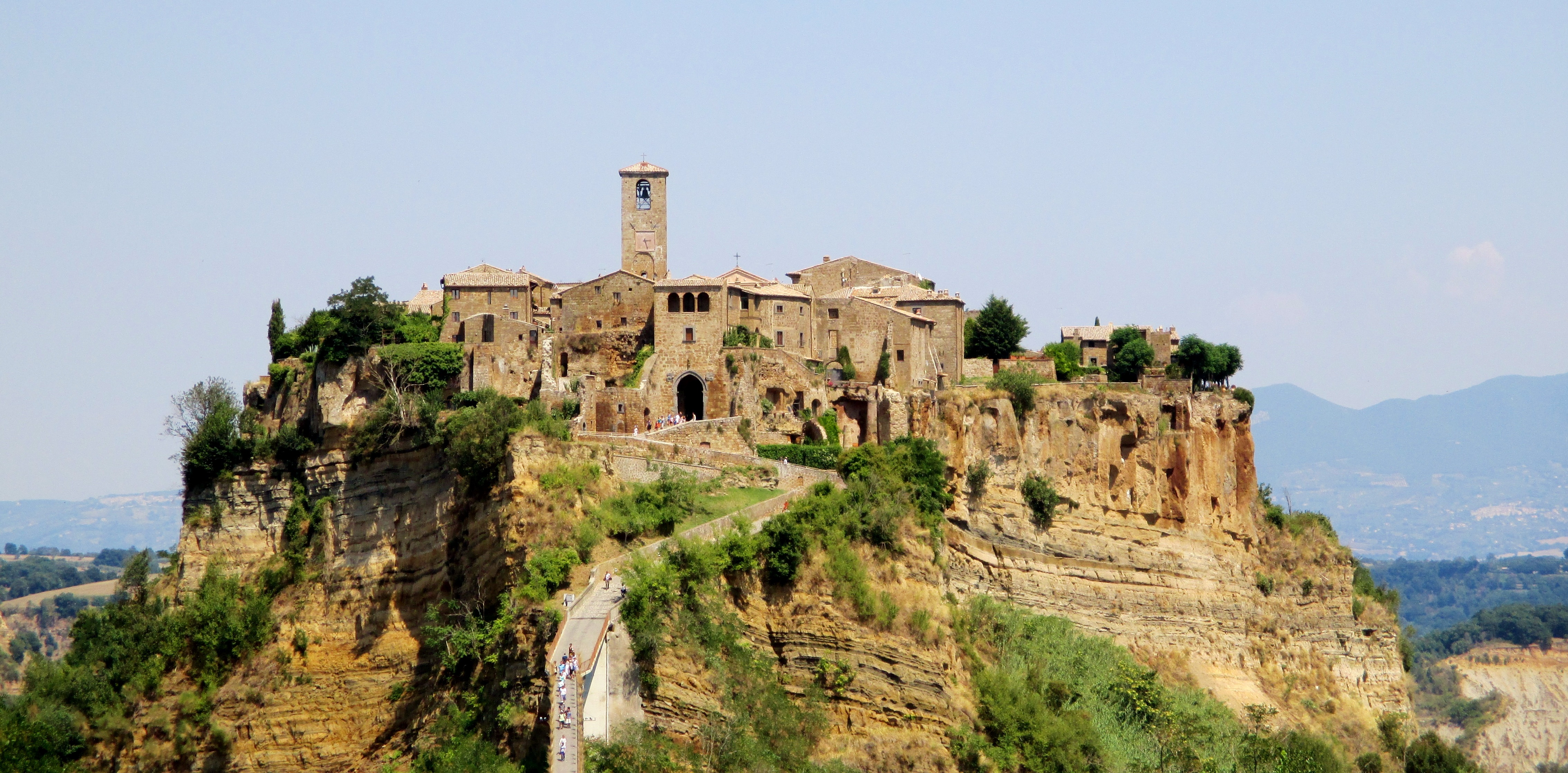
Veduta del borgo di Civita

Tra il 1943 e il 1944 la città fu occupata dai tedeschi e subì diversi bombardamenti dagli alleati, che causarono diversi morti tra i civili.

## Monumenti e luoghi d'interesse

### Architetture religiose
- Concattedrale dei Santi Nicola, Donato e Bonaventura
- Chiesa di San Bonaventura
- Chiesa di Sant'Agostino
- Chiesa di San Donato
- Chiesa di San Francesco Nuovo, settecentesca, custodisce all'interno un San Francesco in estasi di Marco Benefial.

### Altro
Il borgo di Civita di Bagnoregio
Il borgo medievale è diventato famoso per la sua caratteristica geologica di cittadella sopra uno sperone tufaceo. È accessibile solo a piedi, e grazie alla notorietà di set cinematografico, è una delle principali attrazioni turistiche di Bagnoregio. Si compone di un centro arroccato sulla cima del colle, con case, mura, un palazzo ducale e la chiesa parrocchiale. È soprannominato la "Città che Muore".

## Società

### Evoluzione demografica
Abitanti censiti

### Tradizione e folclore
Processione del Venerdì Santo
Si ipotizza che la processione notturna del Venerdì Santo abbia avuto inizio a Civita a metà del 1600 e che sia poi stata trasferita a Bagnoregio per mancanza di figuranti. Gli oltre 300 figuranti in costume, sfilano in un'atmosfera di raccoglimento, preparata con la diffusione di musica sacra lungo tutto il percorso che, arrivato a Porta Albana, ritorna al punto di partenza a piazza L. Cristofori. Il segmento religioso più importante è il procedere del catafalco (scortato da un drappello di soldati romani, accompagnato da donne e uomini oranti, tutti di origine civitonica), su cui è adagiato il Crocefisso dell'ex cattedrale di Civita, il quale, subito dopo la processione, viene riportato a Civita dal gruppo di devoti che lo ha isolato durante l'avanzare del corteo, perché (secondo una leggenda), se rimanesse a Bagnoregio oltre la mezzanotte del Venerdì Santo, diverrebbe proprietà di questa cittadina.
Presepe vivente
Durante il periodo natalizio a Civita di Bagnoregio si trasforma infatti in una piccola Betlemme nella quale viene rievocata la Natività. Ogni cittadino del luogo è coinvolto in questa iniziativa e nei giorni del 26 dicembre, 1 e 6 gennaio diventa un piccolo abitante del villaggio. Ci sono i Magi, c'è l'immancabile Sacra Famiglia, c'è il perfido Erode e i pastorelli. Tutti gli elementi che riproducono alla perfezione la Natività e che trasmettono a ogni passante l'atmosfera natalizia.
Fiera del Buon Consiglio
La Fiera del Buon Consiglio, che si tiene la seconda domenica dopo Pasqua, è una delle più antiche dell'Alto Lazio. Fino ai primi anni del dopoguerra era molto frequentata per la possibilità di trovarvi, fra gli altri animali, bovini da lavoro e da ingrasso, oltre a strumenti da lavoro, vasi di cantina, stoffe e altra merce. Oggi è una fiera di merci varie che si svolge, per l'intera giornata, nel centro storico.

## Cultura

### Musei
Vi sono a Bagnoregio due musei privati visitabili al pubblico; il Museo Piero Taruffi dell'omonima associazione motoristica (via Fidanza 55), e un Ufo Museum (via Vittori 22) di documentazione e collezionismo, il primo in Italia nel proprio genere. 
Il Museo Antica Civitas a Civita di Bagnoregio è sito nelle antiche grotte etrusche.
Il Museo Geologico e delle Frane con sede in Piazza San Donato si trova nell'antico palazzo rinascimentale appartenuto alla famiglia Alemanni e risalente al 1585, oggi di proprietà comunale. Il museo si divide in quattro sale, ognuna dedicata a un argomento differente: frane, fossili, Civita e la sua storia.

### Eventi
Profumo d'Autunno è una manifestazione  organizzata a ottobre dalla Pro loco per la promozione della castagna della valle (marrona bagnorese), di un sapore particolare dovuto al terreno argilloso-vulcanico e al microclima.

## Geografia antropica

### Frazioni
Nel suo territorio si trova la frazione di Civita.

## Economia
Di seguito la tabella storica elaborata dall'Istat a tema Unità locali, intesa come numero di imprese attive, e addetti, intesi come numero addetti delle unità locali delle imprese attive (valori medi annui).
|            | 2015                  |                                  |                                |                |                           |                         | 2014                  |                | 2013                  |                |
| ---------- | --------------------- | -------------------------------- | ------------------------------ | -------------- | ------------------------- | ----------------------- | --------------------- | -------------- | --------------------- | -------------- |
|            | Numero imprese attive | Quota provinciale Imprese attive | Quota regionale Imprese attive | Numero addetti | Quota provinciale addetti | Quota regionale addetti | Numero imprese attive | Numero addetti | Numero imprese attive | Numero addetti |
| Bagnoregio | 306                   | 1,31%                            | 0,07%                          | 711            | 1,2%                      | 0,05%                   | 312                   | 695            | 315                   | 742            |
| Viterbo    | 23.371                |                                  | 5,13%                          | 59.399         |                           | 3,86%                   | 23.658                | 59.741         | 24.131                | 61.493         |
| Lazio      | 455.591               |                                  |                                | 1.539.359      |                           |                         | 457.686               | 1.510.459      | 464.094               | 1.525.471      |

Nel 2015 le 306 imprese operanti nel territorio comunale, che rappresentavano l'1,31% del totale provinciale (23.371 imprese attive), hanno occupato 711 addetti, l'1,2% del dato provinciale (59.399 addetti); in media, ogni impresa nel 2015 ha occupato due persone (2,32).

### Artigianato
Tra le attività economiche più tradizionali, diffuse e rinomate vi sono quelle artigianali, come l'arte della ceramica, della terracotta, del ricamo e del merletto.

## Infrastrutture e trasporti

### Strade
Bagnoregio è collegata tramite la Strada Provinciale 6 Bagnorese, che si innesta nella Strada Provinciale 5, a Celleno.

## Amministrazione
Nel 1922 un regio decreto muta il nome dal dialettale Bagnorea al più antico Bagnoregio.
| Periodo        | Periodo        | Primo cittadino    | Partito                   | Carica  | Note |
| -------------- | -------------- | ------------------ | ------------------------- | ------- | ---- |
| 23 aprile 1995 | 13 giugno 1999 | Luciana Vergaro    | Forza Italia              | Sindaco |      |
| 13 giugno 1999 | 12 giugno 2004 | Erino Pompei       | Partito Popolare Italiano | Sindaco |      |
| 12 giugno 2004 | 7 giugno 2009  | Erino Pompei       | Lista civica              | Sindaco |      |
| 7 giugno 2009  | 26 maggio 2014 | Francesco Bigiotti | Lista civica              | Sindaco |      |
| 26 maggio 2014 | 27 maggio 2019 | Francesco Bigiotti | Lista civica              | Sindaco |      |
| 27 maggio 2019 | 10 giugno 2024 | Luca Profili       | Lista civica              | Sindaco |      |
| 10 giugno 2024 | in carica      | Luca Profili       | Lista civica              | Sindaco |      |

### Altre informazioni amministrative
Nel 1922 Bagnorea cambia denominazione in Bagnoregio.
Nel 1927, a seguito del riordino delle circoscrizioni provinciali stabilito dal regio decreto n. 1 del 2 gennaio 1927, per volontà del governo fascista, quando venne istituita la provincia di Viterbo, Bagnoregio passò dalla provincia di Roma a quella di Viterbo.

## Sport

### Impianti sportivi
- Complesso sportivo comunale.[16]